# Giambi ed Epodi
Giambi ed Epodi di Giosuè Carducci è un'opera poetica composta da due libri. Comprende trenta poesie scritte tra il 1867 e il 1879: fu edita a Bologna nell'ottobre 1882.

## Struttura dell'opera
Il primo nucleo del volume deriva dalla sezione intitolata Decennali delle Poesie, edite a Firenze per le edizioni di Gaspero Barbèra nel 1871, sezione che comprendeva testi composti fra il 1867 e il 1870. Il titolo Giambi ed Epodi si trova nell'edizione edita nel 1882, che comprendeva testi fino al 1872. La redazione definitiva, tuttavia, si ha solo nel 1894 con il volume IX delle Opere (edite a Bologna per Zanichelli Editore, fra il 1889 e il 1909 e che sono costituite da venti volumi) ed in questo caso si hanno componimenti scritti fino al 1879.
L'opera viene citata dalla critica come il libro delle polemiche. Nel prologo, infatti, il poeta si propone di castigare con la propria Musa i cattivi costumi: «Tutto che questo mondo falso adora / col verso audace lo schiaffeggerò».
Nel libro, pur non essendoci ancora la vera poesia carducciana, si coglie tutta la passione del poeta e vi sono tutti, anche se non ancora affinati, i temi della sua poesia. Si avverte nel titolo il desiderio di riproporre l'antica poesia polemico-satirica, come quella greca di Archiloco e quella latina di Orazio che nel suo Libro di epodi si ispira al poeta-soldato.
In Giambi ed Epodi vi è l'esaltazione dei grandi ideali di libertà e giustizia, il disprezzo per i compromessi dell'Italia unificata, la polemica contro molti aspetti di costume della vita italiana e contro il papato. Per quest'ultimo aspetto deve senz'altro essere segnalato Il canto dell’amore, strutturato in quartine di endecasillabi a rime alterne e riunite a tre a tre, con rime piane nelle prime due strofe di ogni triade, con rime piane e tronche nella terza. In questo componimento il poeta, il quale aveva maledetto il Papa Pio IX (al secolo Giovanni Maria Mastai Ferretti) dieci anni prima, ammirando un paesaggio splendido, di luce e armonia, si riappacificherebbe con lui, ora che è vecchio e prigioniero volontario in Vaticano. La conclusione con quei due versi: «Vieni: a la libertà brindisi io faccio: Cittadino Mastai, bevi un bicchier!» sollevò molte polemiche: da sinistra gli fu rimproverato il conciliatorismo, da destra la «volgarità d'un invito al pontefice che sapeva di scampagnata domenicale per i castelli romani».